# Anders Rasmussen Tjæreby
Anders Rasmussen Tjæreby fou un ciclista amateur danès, que es va especialitzar en la pista. Va guanyar una medalla de bronze al Campionat del món de Mig fons de 1897, per darrere de l'anglès Edward Gould i el francès Émile Ouzon.